# 鮑比·華萊士
羅德瑞克·約翰·「鮑比」·華萊士（英語：Roderick John "Bobby" Wallace，1873年11月4日—1960年11月3日），為前美國職棒大聯盟的內野手、投手、總教練、主審及球探。他被認為是發明游擊手連續投球動作的人。

## 職業生涯
1894年，華萊士以先發投手身分登上大聯盟。該年他拿下12勝14敗，並在1896年起開始以外野手身分上場守備。1897年，他繳出3成35的打擊率，並打回112分打點。
1899年，他繳出2成95的打擊率，並敲出12轟與108分打點。1902年，他轉隊到布朗隊。
1913年起，華萊士的出賽數大幅銳減。該年他僅出賽55場比賽，1917年，他回到紅雀，但只有出賽8場比賽。1918年9月2日，他以44歲又312天成為大聯盟例行賽史上最老的游擊手。該紀錄直到2012年才被奧馬爾·維茲奎爾打破。華萊士在大聯盟共打了25個球季，在從未打過世界大賽的球員當中，他的年資是最久的。
在退休後，華萊士轉任教練和當主審。他曾在1911年和1912年執教布朗隊，以及1937年短暫執教紅人隊。不過他生涯執教成績不甚理想，只有拿下62勝154敗。1915年，他曾在大聯盟擔任主審，1917年，他在小聯盟擔任總教練。後來他從棒球場上退休後成為了一名球探。

## 晚年
1953年，華萊士入選名人堂。1960年11月3日，華萊士在距離他87歲生日前一天去世。

## 生涯打擊成績
| 出賽次數 | 打席 | 打數 | 得分 | 安打 | 二安 | 三安 | 全壘打 | 打點 | 盜壘 | 保送 | 三振 | 打擊率 | 上壘率 | 長打率 | OPS  |
| -------- | ---- | ---- | ---- | ---- | ---- | ---- | ------ | ---- | ---- | ---- | ---- | ------ | ------ | ------ | ---- |
| 2213     | 9545 | 8180 | 1359 | 2375 | 277  | 131  | 54     | 578  | 558  | 1129 | 907  | .290   | .377   | .376   | .753 |

## 執教成績
| 球隊 | 年度   | 例行賽 | 例行賽 | 例行賽 | 例行賽 | 例行賽  | 季後賽 | 季後賽 | 季後賽 | 季後賽 |
| 球隊 | 年度   | 場次   | 勝     | 敗     | 勝率   | 排名    | 勝     | 敗     | 勝率   | 結果   |
| ---- | ------ | ------ | ------ | ------ | ------ | ------- | ------ | ------ | ------ | ------ |
| 布朗 | 1911年 | 154    | 47     | 107    | .305   | 美聯第8 | –      | –      | –      | –      |
| 布朗 | 1912年 | 37     | 10     | 27     | .270   | 被解雇  | –      | –      | –      | –      |
| 合計 | 合計   | 191    | 57     | 134    | .298   |         | –      | –      | –      |        |
| 紅人 | 1937年 | 25     | 5      | 20     | .200   | 國聯第8 | –      | –      | –      | –      |
| 合計 | 合計   | 25     | 5      | 20     | .200   |         | –      | –      | –      |        |
| 總計 | 總計   | 216    | 62     | 154    | .287   |         | –      | –      | –      |        |

## 外部連結
- 球員資訊和成績在MLB，ESPN，Baseball-Reference，Fangraphs（英文）